# Forbes (Россия)
Российская версия журнала Forbes («Форбс») издаётся с апреля 2004 года.

## История
Россия стала пятой страной мира, где Форбс начал издавать свой журнал. Издателем журнала стало ЗАО «Аксель Шпрингер Раша», дочерняя компания немецкого медиахолдинга Axel Springer AG. Владелец товарного знака — Forbes Inc. 9 ноября 2009 года открыт сайт российского журнала «Форбс».
В 2004 году главным редактором журнала был назначен Пол Хлебников. В мае того же года русский Forbes опубликовал список 100 самых богатых граждан России. Хлебников был убит 9 июля 2004 года неподалёку от здания редакции Forbes в Москве. С 30 августа 2004 до марта 2011 года главным редактором был Максим Кашулинский, с 16 мая 2011 года — Елизавета Осетинская. С 1 января 2014 по январь 2016 главным редактором являлся Эльмар Муртазаев, после него должность занял Николай Усков. Шеф-редактором журнала стал Николай Мазурин. 9 июня 2018 года Усков был уволен, после чего Николай Мазурин стал исполнять обязанности главного редактора.
Летом 2007 года издание пыталось приобрести Издательский дом Родионова.
В октябре 2015 года издателем российской версии Forbes стала компания Artcom Media Group (ACMG), принадлежащая бизнесмену Александру Федотову. Немецкий издательский дом Axel Springer был вынужден продать журнал из-за принятого в сентябре 2014 года закона, ограничивающего долю иностранцев во владении российскими СМИ до 20 %. Участники медиарынка тогда назвали этот закон «именем газеты „Ведомости“ и журнала Forbes», так как именно они из СМИ с иностранным капиталом больше всего писали на серьёзные экономические и политические темы, отличаясь при этом независимой редакционной политикой.
В СМИ появились предположения о существовании теневого инвестора, который мог дать Федотову деньги на покупку журнала.
Александр Федотов заявил, что в русском Forbes слишком много политики и, по некоторым данным, начал вмешиваться в редакционную политику и требовал снимать с публикации статьи, чем спровоцировал уход «по собственному желанию» главного редактора Эльмара Муртазаева.
В ноябре 2016 года «Ведомости» со ссылкой на свои источники сообщили о письме журналистов Forbes к Федотову. Поводом стала ежегодная публикация рейтингов зарплат российских топ-менеджеров, в котором у находящегося на третьем месте главе группы ВТБ Андрея Костина и единственного из 25 топ-менеджеров в рейтинге не указана абсолютная сумма вознаграждения. В прежних рейтингах Forbes пропусков в оценках зарплат топ-менеджеров не было, при этом в онлайн-версии рейтинга вместо журналистов-составителей (Елена Березанская, Анна Касьян и Александр Левинский) автором указана «Редакция Forbes». По данным «Ведомостей», авторы имели оценку абсолютного вознаграждения Костина, так и не попавшую в итоговую версию, из-за чего журналисты издания требуют у Федотова прояснить ситуацию.
30 августа 2018 года стало известно, что новым владельцем издания стал бизнесмен Магомед Мусаев.
В 2022 году, после вторжения России на Украину, американские владельцы Forbes запретили российской версии продавать рекламу, из-за чего журнал перестал выпускать печатную версию, а зарплаты стали покрываться за свой счёт владельцем российской версии. Как пишет издание «Проект», Forbes остался «фактически единственным американским изданием в России, чью лицензию не отозвали владельцы», при этом «в редакцию журнала Forbes несколько раз поступали звонки из администрации президента с требованием не писать о последствиях экономических санкций, например, связанных с колебаниями курса рубля».
25 августа 2022 года Арбитражный суд Москвы признал недействительной сделку 2018 года по продаже компанией Александра Федотова российской версии Forbes Магомеду Мусаеву. С просьбой признать договор купли-продажи недействительным в суд весной обратилась конкурсная управляющая одной из компаний Федотова Валентина Чупринская, согласно которой акции издателя были проданы «ниже их и рыночной, и номинальной стоимости», что нарушает права кредиторов. Компания ФАФ, которая была владельцем русского Forbes, уже второй год проходит процедуру банкротства. В тексте судебного определения указано, что номинальная стоимость акций АО «АС Рус Медиа» составляла почти 69 млн рублей, а сумма сделки — всего 500 тысяч руб. Представители журнала высказывали претензии к решению суда, в частности указав на игнорирование последним наличия у издателя существенных долгов, которые были погашены новым владельцем.
28 марта 2023 года Девятый арбитражный апелляционный суд Москвы отменил решение суда первой инстанции и признал сделку по продаже российского «Форбса» Мусаеву законной. Суд руководствовался тем, что активы «АС Рус Медиа» были отрицательными, а Мусаев погасил задолженность издания на 346 миллионов рублей, а также выплатил ФНС более сотни миллионов рублей долга.

## Критика
В октябре 2022 года издание «Проект» в статье о попытке рейдерского захвата российского бизнеса Holcim, к которому мог быть причастен тогдашний владелец журнала Магомед Мусаев и обслуживающая его интересы юридическая компания RBS (которую Forbes активно пиарил — вышло более полутора десятков материалов с упоминанием, у компании есть блог на сайте). В конце июля журнал с пометкой «информационная поддержка» опубликовал сенсационное интервью пытавшегося отнять активы компании Евгения Костюкевича, в ответ швейцарский холдинг заявил, что Forbes «приписал» активы «уголовнику с диагностированной задержкой развития», за которым стоят «злоумышленники». Сама статья была удалена с сайта издания, после реакции Holcim редакция Forbes решила разобраться в ситуации, но в итоге издание так и не опубликовало каких-либо новых материалов по теме. Автор невышедшего материала в итоге ушёл в «Проект». В российском Forbes сообщили, что во время подготовки статьи между её автором и главным редактором издания Николаем Мазуриным «возникали разногласия относительно трактовки событий, приведших к появлению на сайте Forbes интервью с Костюкевичем». Сейчас журнал был бы готов выпустить статью о Харченко и «Костюкевиче», утверждается в ответе Forbes. От совместного с «Проектом» выпуска материала журнал отказался под предлогом статуса СМИ как нежелательной организации.

## Рейтинги
См. статью Список богатейших бизнесменов России (общий список)
20 богатейших российских бизнесменов
200 богатейших бизнесменов России